# Francisco Javier Sánchez Cantón
Francisco Javier Sánchez Cantón (Pontevedra, España, 14 de julio de 1891 - Lourizán, ibíd., 27 de noviembre de 1971) fue un historiador, historiador del arte, profesor universitario y escritor español, director del Museo del Prado y encargado del traslado de sus obras durante la Guerra Civil. 

## Trayectoria
Con doctorado en filosofía y letras, ocupó una cátedra en la Universidad de Granada, antes de explicar historia general del arte en la Universidad Central de Madrid, de la que sería vicerrector desde 1958. 
Como museólogo, fue nombrado subdirector (en 1922) y director (en 1960) del Museo del Prado, sucediendo en el cargo a Fernando Álvarez de Sotomayor, y realizó en él una importante labor de reorganización de salas. Fue miembro de las academias Española (en 1949), Bellas Artes y director de la de Historia (en 1956). Presidió la Junta Iconografía Nacional y fue nombrado protector de la Fundación Lázaro Galdiano, vicedirector del Instituto Diego Velázquez de Historia del Arte y director del Instituto Padre Sarmiento de Estudios Gallegos. En 1968 le sucedió en el cargo de director del Prado Diego Angulo Íñiguez. 
Su bibliografía sigue siendo considerada como de referencia por su sentido crítico y por el buen conocimiento de pintura, tapices y dibujos españoles.
Su ciudad, Pontevedra, decidió honrar su memoria dando su nombre al más antiguo de los institutos de la provincia, el IES Sánchez Cantón. Antes llamado Instituto Nacional de Secundaria de Pontevedra.

## Obra
- Los Pintores de Cámara de Los Reyes de España(1916)
- Los Retratos del Museo del Prado (1919)
- Los Tapices de la Casa del Rey (1919), en colaboración con Tormo.
- Los Arfes: escultores de plata y oro (1501-1603) (1920). Colección Popular de Arte. 79 pp. Madrid: Saturnino Calleja.
- Fuentes literarias para la Historia del Arte Español (5 volúmenes, 1923-1943),
- Dibujos de antiguos maestros españoles (1933)
- Los dibujos de Goya (2 volúmenes, 1952).
- Escultura y pintura del siglo XVIII ; Francisco de Goya en Ars Hispaniae : historia universal del arte hispánico, vol. XVII, Ed. Plus Ultra, Madrid, 1958.
- The Prado, colección «The World of Art Library». Londres: Thames & Hudson, 1959.